# Dzień Ratownika WOPR
Dzień Ratownika WOPR – święto ratowników wodnych w Polsce obchodzone 29 czerwca.
W roku 1927 Komisja Ratownictwa, działająca przy Polskim Związku Pływackim, z siedzibą w Siemianowicach, dla popularyzacji idei ratownictwa wodnego ustaliła dzień 29 czerwca jako Dzień Ratownika. Z inicjatywy Komisji zorganizowano w Polsce kilka pokazów ratowania tonących w Bydgoszczy i Grudziądzu.
Data nie jest przypadkowa. Tego dnia Kościół katolicki uroczyście obchodzi Dzień Świętego Piotra, który jest patronem m.in. WOPR-u. 
Święto aktywnie jest obchodzone przez ratowników i osoby sympatyzujące, zaprzyjaźnione, którym idea ratowania ludzi w wodzie nie jest obca. Odbywają się imprezy kameralne, a także festyny, gdzie propaguje się ratownictwo.